# Elena Polenova
Pour la joueuse de handball, voir Elena Polenova (handball).
Elena Dmitrievna Polenova (russe : Елена Дмитриевна Поленова), née le 27 novembre 1850 à Saint-Petersbourg et morte le 19 novembre 1898 à Moscou, est une artiste russe. Elle s’est illustrée dans de nombreuses disciplines comme la céramique, l’ébénisterie, l'aquarelle et l’illustration de contes, jouant un rôle majeur dans le renouveau de l’art populaire russe. Elle est la sœur du peintre « ambulant » Vassili Polenov.

## Enfance
Elena Polenova naît en 1850 à Saint-Pétersbourg dans une famille d’érudits humanistes et amateurs d’art. Son père, Dmitri V. Polenov, est un haut fonctionnaire, historien et archéologue amateur. Sa mère, Maria A. Polenova, née Voeïkova, est portraitiste et est l’auteur de livres pour enfants à succès.
Ils fréquentent des artistes tels Karl Brioullov, Roman Kouzmine, et Pavel Tchistiakov, qui donne des cours de dessins aux enfants.
Son frère ainé, Vassili Dimitrievitch Polenov (1844-1927), deviendra lui-même un célèbre peintre paysagiste, membre du mouvement des Ambulants, ami d’Ilia Répine et Isaac Levitan, qui fut son élève à l'École de peinture, de sculpture et d'architecture de Moscou.

## Formation
Montrant des prédispositions et encouragée par Tchistiakov, Elena souhaite poursuivre ses études de dessin, mais elle doit renoncer à s’inscrire à l’Académie impériale des beaux-arts de Saint-Pétersbourg, comme son frère Vassili, car les femmes n’y sont pas autorisées.
Elle s’inscrit alors à la Société impériale d'encouragement des beaux-arts, où elle suit les cours d’Ivan Kramskoï. En 1870, après un court séjour à Paris, de retour en Russie, elle intègre l’atelier de Pavel Tchistiakov pendant sept ans, puis s’inscrit de nouveau à la Société impériale d'encouragement des beaux-arts dans les classes d’aquarelle et de céramique. Elle réussit brillamment ses examens et obtient une médaille d’argent ainsi qu’une bourse pour aller étudier à Paris. Elle se rend donc en France et apprend de nouvelles techniques à l’atelier de Théodore Deck.

## Œuvre

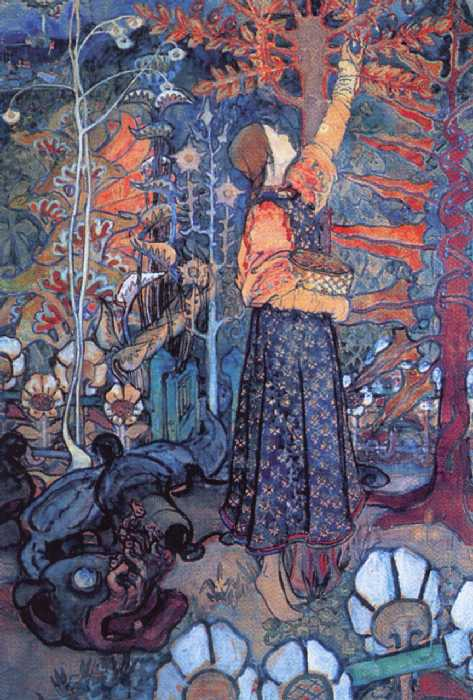
Le serpent.

Au début des années 1880, elle s’installe à Moscou et commence à fréquenter le Cercle d’Abramtsevo, dont fait partie son frère Vassili. Ce groupe doit son nom au domaine que le mécène Savva Mamontov, qui a fait fortune dans les chemins de fer et le pétrole, met à la disposition d’artistes tels que Vassili Polenov, Constantin Korovine, Isaac Levitan, Mikhaïl Nesterov, dont la plupart font partie du mouvement des Ambulants, prônant un réalisme social. L’ambiance chaleureuse et vivante du cercle stimule sa créativité. Elle commence ainsi à créer des costumes pour les représentations théâtrales du Cercle.
Mais c’est surtout sa rencontre avec Victor Vasnetsov qui sera décisive pour la suite de son œuvre. Le peintre, en quête d’un art proprement russe, lui fait partager sa passion pour les traditions de l’ancienne Russie, notamment à travers l’artisanat et les contes populaires.
Avec Élisabeth Mamontova, la femme du mécène, elle fonde un Musée des arts populaires où sont exposés des objets traditionnels glanés à travers le pays : vaisselle, tissus, mobilier, broderie… Elena Polenova se met à dessiner elle-même des meubles et de la céramique inspirés de ces modèles et stylisés, qui sont réalisés dans l’atelier d’Abramtsevo par des paysans-artisans spécialement formés, ce qui leur assure des revenus complémentaires et les fait participer activement au renouveau de l’art populaire. Le succès de cette production est énorme, et une boutique est ouverte à Moscou.
Mais pour Polenova, l’étude de l’artisanat n’est pas suffisante pour connaître un peuple ; il ne rend pas compte de l’imaginaire et des croyances populaires. Aussi part-elle à la rencontre de villageois afin de collecter des contes, des proverbes, des coutumes, des chansons… Ce matériau ethnographique sera restitué sous forme d’aquarelles. À partir de 1886 et jusqu’à la fin de sa vie, elle se consacre à l’illustration de contes populaires russes, qu’elle a recueillis elle-même mais aussi ceux collectés par l’archiviste Alexandre Afanassiev, qui manquent alors, selon elle, dans la littérature enfantine. Pour elle, ces illustrations de livres pour enfants sont le moyen de retranscrire la poésie et la saveur de l’ancienne Russie.
Elena Polenova meurt prématurément, à 48 ans, en 1898, des suites d’un accident de la route survenu deux ans plus tôt.

## Postérité
Ses œuvres sont exposées, à Moscou, au musée national d’Histoire, au musée des Arts décoratifs, au musée Morozov des Arts populaires et à la galerie Tretiakov ; à Saint-Pétersbourg au musée Russe ; au musée-réserve d’Abramtsevo et au musée-réserve Vassili-Polenov.
Le musée d’Orsay, à Paris, possède depuis 2013 une petite étagère murale.
En 2014, une exposition des œuvres de Elena Polenova a lieu à la galerie Watts, à Compton, en Angleterre.